# Pratibha Ranta

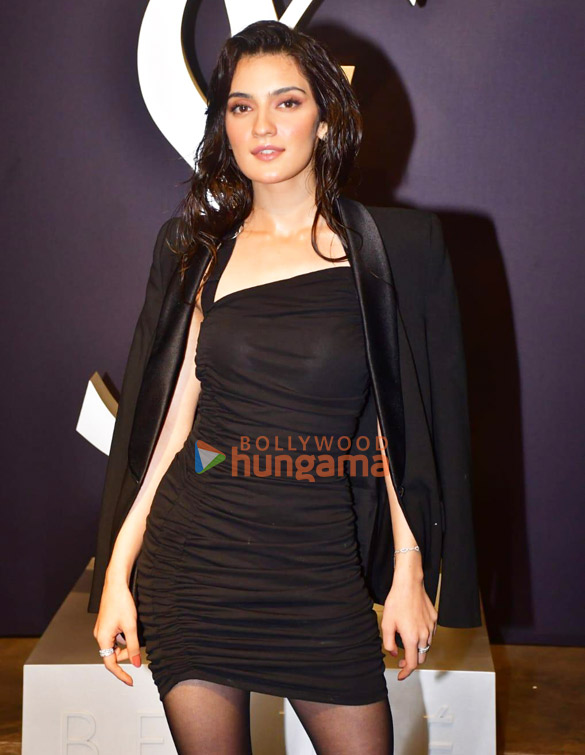
Pratibha Ranta

Pratibha Ranta (Hindi प्रतिभा रांटा; * 17. Dezember 2000 in Shimla) ist eine indische Schauspielerin.

## Leben und Karriere
Ranta wurde am 17. Dezember 2000 in Shimla geboren. Sie besuchte di Convent of Jesus & Mary School in Shimla und zog später anschließend nach Mumbai, um an der Usha Pravin Gandhi College of Management zu studieren. Ihr Debüt gab sie 2020 in der Serie Qurbaan Hua. Anschließend war sie 2022 in Aadha Ishq zu sehen. 2024 belegte sie in der Serie Heeramandi: The Diamond Bazaar eine der Hauptrollen. Im selben Jahr wurde Ranta für den Film
Laapataa Ladies gecastet.

## Filmografie
Filme
- 2024: Laapataa Ladies

Serien
- 2020–2021: Qurbaan Hua
- 2022: Aadha Ishq
- 2024: Heeramandi: The Diamond Bazaar

## Auszeichnungen

### Nominiert
- 2024: Indian Film Festival of Melbourne in der Kategorie „Beste Schauspielerin“[6]